# Salentinellidae
Salentinellidae  es una familia de crustaceos anfípodos de agua dulce. Sus 18 especies se distribuyen por el sur de Europa y el noroeste de África.

## Clasificación
Se reconocen los siguientes géneros:
- Parasalentinella Bou, 1971
- Salentinella Ruffo, 1948